# The right place
The right place is Gary Wrights zevende studioalbum als soloartiest. Het verscheen als uitloop van zijn jaren '70-albums. De interesse in zijn muziek was tanende, de muziekwereld was een andere kant opgegaan dan de wat dromerige muziek van Wright. Bij de heruitgave van het album op compact disc werden geen gegevens meegeprint. Wright en Parks produceerden het, als executive producers traden op Lenny Waronker en Russ Titleman. Na dit album kwam lange tijd geen nieuw werk van Wright uit. Hij componeerde voor soundtracks en speelde in 1987 mee op George Harrisons comebackalbum Cloud Nine. Zo af en toe verscheen nog wat solowerk van Wright. 
In de Verenigde Staten had het album nog succes, zekere toen de single Really wanna know you (B-kant: More than a heartache) de Billboard Hot 100 binnentrad, met een hoogste plaats in de eerste 20. De single verkocht ook in Nieuw-Zeeland goed (4 weken hitparade).

## Musici
- Gary Wright – toetsinstrumenten, synthesizer, zang
- Dean Parks – toetsinstrumenten, basinstrumenten
- Marty Walsh – gitaar
- Rod Piazza – harp
- George Hawkins – basinstrumenten
- Tris Imboden – slagwerk
- Lenny Castro – percussie
- Lorna Wright, David Pack (van Ambrosia), Timothy B. Schmit - achtergrondzang

## Muziek
| Nr. | Titel                                   | Duur |
| --- | --------------------------------------- | ---- |
| 1.  | Intro/Heartbeat (Marty Walsh)           | 4:44 |
| 2.  | Realy wanna know you (Ali Thomson)      | 4:42 |
| 3.  | Got the feelin’ (Gary Wright)           | 3:42 |
| 4.  | Love is a rose (Chris Agajanian)        | 4:30 |
| 5.  | The right place (Gary Wright)           | 3:33 |
| 6.  | More than a heartache (Gary Wright)     | 4:32 |
| 7.  | Close to you (Gary Wright)              | 4:06 |
| 8.  | Comin’ apart (Barry Mann, Cynthia Weil) | 3:52 |
| 9.  | Positive feeling (Ali Thomson)          | 3:40 |

Bij een heruitgave door Wounded Bird Records uit 2008 werd een aantal bonustracks meegeperst, op een of meerdere daarvan speelde Bob Siebenberg (Bob C. Benberg) mee, vaste drummer van Supertramp.